# Hinduismens historie
Hinduismen opstod i Indien og er en af verdens ældste religioner. Religionen blev til blandt bønder og krigere, der lagde vægt på et langt liv og ære. I 600-tallet f.v.t. tog nogle vismænd og filosoffer afstand fra livet i denne verden, og målet var nu at blive fri fra genfødsel i denne verden.

## Historie

### De ældste tekster
De ældste indiske tekster stammer fra Vedaerne, der blev til fra ca. 1300 til 1100 f.v.t. De fortæller om, hvordan man ønskede rigdom, mange okser, sejr over fjenderne og et langt liv. Det sikrede man sig ved at ofre til guderne. Den vigtigste hed Indra. Han var en slags stammegud. Efter døden levede man videre hos forfædrene i dødsriget.

### Den hemmelige lære
Fra omkring 600 f.v.t. gjorde man op med ønsket om et langt liv. Man troede på samsara, dvs. at man blev født igen og igen, men man ville gerne ud af genfødslerne. Vejen ud blev den viden, som en række religiøse vismænd udbredte. En gang imellem skete det offentligt til store møder ved fyrsternes hoffer.
En anden måde var undervisning mellem lærer og elev. Her understregede man ofte, at læren var hemmelig, og ikke alle måtte kende til den. Samtidig mistede de gamle guder deres betydning, for de kunne kun love et langt liv og ikke frelse fra genfødsel.

### Hinduismen tager form
Den senere hinduismes store guder Shiva, Vishnu og Brahma fik stor betydning. Det skete, fordi man mente, at de kunne frelse mennesket fra genfødsel. Betingelsen var, at man følte hengivenhed overfor disse guder.
Heltedigtet Mahabharata blev til i denne periode. Det voksede over en lang periode til omkring 100.000 vers. Bhagavad Gita er en kortere fortælling. Her fortalte guden Krishna, at hvis man bare gør sin pligt, så vil Krishna tage ansvaret for ens handlinger, karma.

### En ny gudsforståelse
Muslimer erobrede store dele af Nordindien i løbet af 800- og 900-tallet. I perioden fra 1500 til 1800 herskede de muslimske stormoguler i Delhi. Samtidig dukkede en ny gudsforståelse op.
Man fokuserede nu på en enkelt gud: Guds kærlighed var uendelig, og han frelste det menneske, der hengav sig til ham. Mange hinduer mente også, at det ikke var religionens navn, der betød noget, men kun at man elskede guden.
Omkring 1500 ankom portugiserne til Indien, og de begyndte at udbrede kristendommen.

### Fra 1800 til i dag
I løbet af 1800-tallet begyndte hinduer at omtale sig selv som hinduer og ikke som tilbedere af Vishnu eller Shiva. Dermed blev hinduismen én religion. I samme periode blev Indien erobret af Storbritannien, men efter 2. verdenskrig blev Indien et selvstændigt land. Indien er i dag en sekulær republik, men hinduismen er den største religion i landet.